# Filippo Villani
Pour les articles homonymes, voir Villani.

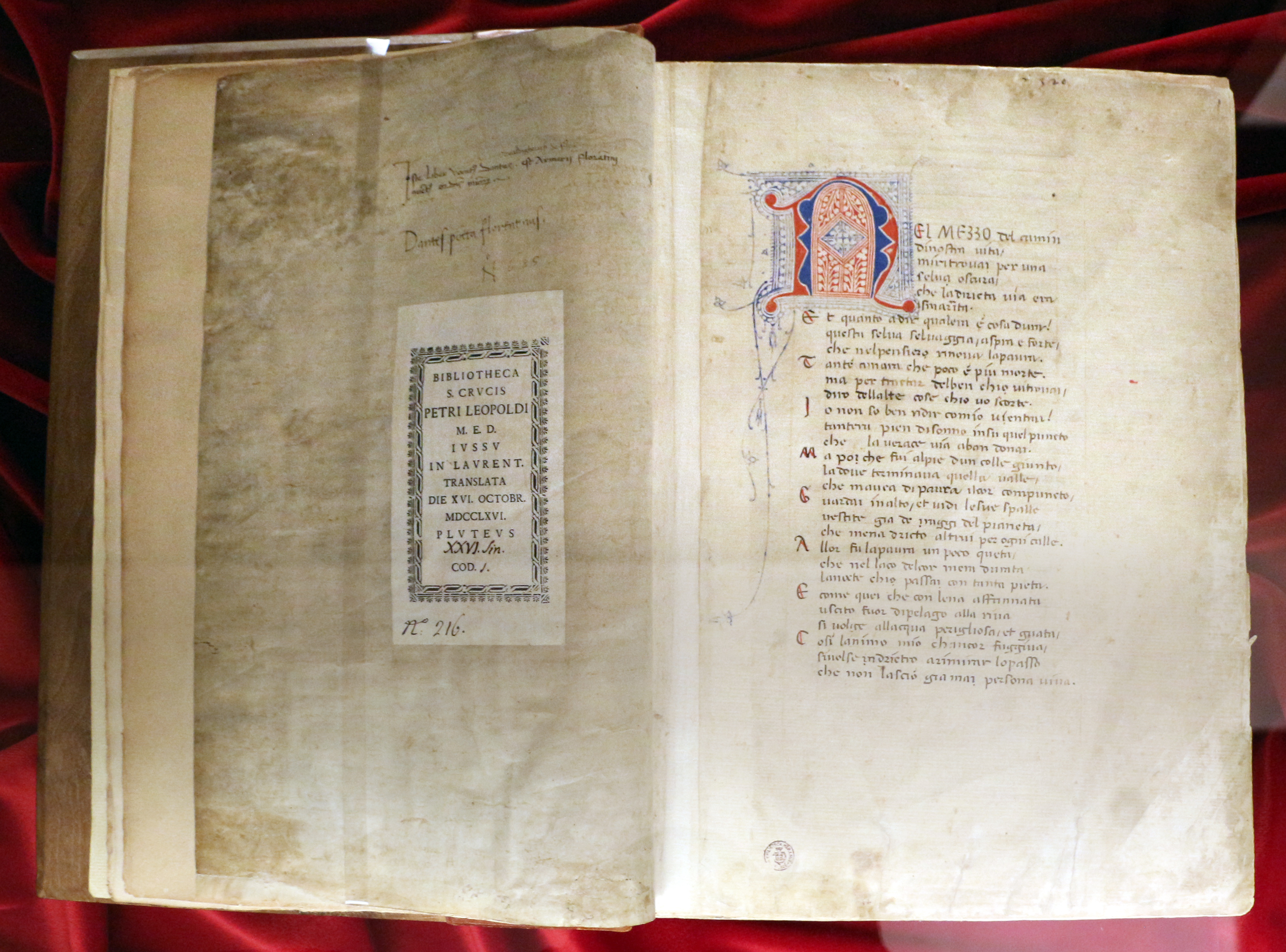
Florence, Commedia di Dante e altro, édition de Filippo Villani, 1390-1405 env, BML

Filippo Villani (Florence, 1325–1407) est un écrivain, chroniqueur florentin de la fin du XIVe et du début du XVe siècle.

## Biographie
Humaniste, Filippo Villani est chancelier à Pérouse de 1375 à 1381. Il poursuit la rédaction des annales municipales de Florence, la Nuova Cronica, commencée par Giovanni Villani, son oncle, jusqu’en avril 1348, et poursuivie par Matteo Villani, son père, jusqu’en juillet 1363, et qu’il mène jusqu'en 1364.
Il rédige aussi Liber de origine civitatis Florentiae et eiusdem famosis civibus, dédié aux origines de Fiesole et Florence et à une série de personnages importants de l'histoire florentine. Il entretient des rapports cordiaux avec Coluccio Salutati. De 1391 à 1402 il succède à Giovanni Boccaccio dans la lecture de Dante. Il conduit pour le poème l’exégèse allégorique  Expositio seu Comentum et rédige le Codice Laurenziano de la « Santa Croce » de la Divine Comédie.